# Páros műkorcsolya az 1992. évi téli olimpiai játékokon
Az 1992. évi téli olimpiai játékokon a műkorcsolya páros versenyszámának rövid programját február 9-én, a kűrt február 11-én rendezték. A versenyt az Egyesített Csapat versenyzői, a Natalja Miskutyonok–Artur Dmitrijev-kettős nyerte. A versenyszámban nem vett részt magyar páros.

## Eredmények
Az egyes szakaszokban (rövid program, kűr) kilenc bíró pontozta a versenyzőket. A pontok alapján a bírók mindegyikénél külön-külön kialakult egy sorrend az egyes szakaszokra vonatkozóan és ez egy helyezési pontszámot is jelentett. Ha egy pontozónál holtverseny alakult ki, akkor a rövid programban a kötelező elemekre kapott pontszám, a kűrben pedig a művészi hatás pontszáma döntött. Az egyes szakaszok eredménye a következő kritériumok alapján alakult ki:
1. „Többségi helyezések száma”. Az a versenyző végzett előrébb, akit a bírók többsége előrébb rangsorolt. A bírók többsége azt jelentette, hogy a legjobb 5 helyezést adó bíró helyezési pontszámait vették figyelembe, de ha az 5. bíró helyezésével még volt azonos helyezés, akkor az(oka)t is figyelembe vették. Ezt az adatot tartalmazza az oszlop. (Pl. a „6×3+” azt jelenti, hogy a versenyző 6 bírónál az első 3 hely valamelyikén végzett.)
2. „Többségi helyezések összege” (a figyelembe vett bírók helyezési pontszámainak összege)
3. „Helyezések összege” (az összes bíró helyezési pontszámainak összege)

A versenyszám végeredményét az összesített helyezési pontszám határozta meg, amely az alábbiak összegéből állt:
- A rövid program helyezési pontszámának 0,5-szerese (az összesítés 33,3%-a),
- A kűr helyezési pontszámának 1-szerese (az összesítés 66,7%-a).

Az alacsonyabb helyezési pontszámmal rendelkező versenyző végzett előrébb. Egyenlő helyezési pontszám esetén a kűrben elért jobb helyezés döntött.

### Rövid program
| Hely. | Versenyzők                                                        | Többségi helyezések száma | Többségi helyezések összege | Helyezések összege | Pont  | Helyezési pontszám |
| ----- | ----------------------------------------------------------------- | ------------------------- | --------------------------- | ------------------ | ----- | ------------------ |
| 1.    | Egyesített Csapat (EUN)-1 · Natalja Miskutyonok · Artur Dmitrijev | 9×1+                      | 9,0                         | 9,0                | 104,1 | 0,5                |
| 2.    | Egyesített Csapat (EUN)-2 · Jelena Becske · Gyenyisz Petrov       | 6×2+                      | 12,0                        | 21,0               | 101,5 | 1,0                |
| 3.    | Kanada (CAN)-1 · Isabelle Brasseur · Lloyd Eisler                 | 5×3+                      | 14,0                        | 32,0               | 100,1 | 1,5                |
| 4.    | Csehszlovákia (TCH) · Radka Kovaříková · René Novotný             | 8×4+                      | 27,0                        | 34,0               | 99,4  | 2,0                |
| 5.    | Egyesített Csapat (EUN)-3 · Jevgenyija Siskova · Vagyim Naumov    | 7×5+                      | 32,0                        | 44,0               | 98,1  | 2,5                |
| 6.    | Egyesült Államok (USA)-1 · Natasha Kuchiki · Todd Sand            | 6×6+                      | 33,0                        | 58,0               | 95,0  | 3,0                |
| 7.    | Egyesült Államok (USA)-2 · Calla Urbanski · Rocky Marval          | 6×7+                      | 38,0                        | 63,0               | 94,9  | 3,5                |
| 8.    | Németország (GER)-1 · Peggy Schwarz · Alexander König             | 6×8+                      | 43,0                        | 72,0               | 93,5  | 4,0                |
| 9.    | Kanada (CAN)-2 · Christine Hough · Doug Ladret                    | 5×10+                     | 42,0                        | 86,0               | 91,3  | 4,5                |
| 10.   | Németország (GER)-2 · Mandy Wötzel · Axel Rauschenbach            | 5×10+                     | 49,0                        | 98,0               | 89,8  | 5,0                |
| 11.   | Kanada (CAN)-3 · Sherry Ball · Kris Wirtz                         | 6×11+                     | 54,0                        | 91,0               | 90,7  | 5,5                |
| 12.   | Egyesült Államok (USA)-3 · Jenni Meno · Scott Wendland            | 5×11+                     | 49,0                        | 97,0               | 89,3  | 6,0                |
| 13.   | Ausztrália (AUS) · Danielle Carr-McGrath · Stephen Carr           | 9×13+                     | 113,0                       | 113,0              | 86,1  | 6,5                |
| 14.   | Japán (JPN) · Inoue Rena · Kojama Tomoaki                         | 8×14+                     | 112,0                       | 127,0              | 80,9  | 7,0                |
| 15.   | Olaszország (ITA) · Anna Tabacchi · Massimo Salvade               | 6×15+                     | 90,0                        | 139,0              | 76,5  | 7,5                |
| 16.   | Franciaország (FRA) · Lyne Haddad · Sylvain Prive                 | 8×16+                     | 124,0                       | 141,0              | 75,7  | 8,0                |
| 17.   | Nagy-Britannia (GBR) · Kathryn Pritchard · Jason Briggs           | 8×17+                     | 134,0                       | 152,0              | 72,6  | 8,5                |
| 18.   | Észak-Korea (PRK) · Ko Ok-Ran · Kim Kvangho                       | 9×18+                     | 161,0                       | 161,0              | 69,1  | 9,0                |

### Kűr
| Hely. | Versenyzők                                                        | Többségi helyezések száma | Többségi helyezések összege | Helyezések összege | Pont  | Helyezési pontszám |
| ----- | ----------------------------------------------------------------- | ------------------------- | --------------------------- | ------------------ | ----- | ------------------ |
| 1.    | Egyesített Csapat (EUN)-1 · Natalja Miskutyonok · Artur Dmitrijev | 9×1+                      | 9,0                         | 9,0                | 104,6 | 1,0                |
| 2.    | Egyesített Csapat (EUN)-2 · Jelena Becske · Gyenyisz Petrov       | 8×2+                      | 16,0                        | 19,0               | 102,8 | 2,0                |
| 3.    | Kanada (CAN)-1 · Isabelle Brasseur · Lloyd Eisler                 | 5×3+                      | 15,0                        | 35,0               | 100,1 | 3,0                |
| 4.    | Csehszlovákia (TCH) · Radka Kovaříková · René Novotný             | 8×4+                      | 27,0                        | 32,0               | 100,0 | 4,0                |
| 5.    | Egyesített Csapat (EUN)-3 · Jevgenyija Siskova · Vagyim Naumov    | 7×5+                      | 32,0                        | 44,0               | 97,4  | 5,0                |
| 6.    | Egyesült Államok (USA)-1 · Natasha Kuchiki · Todd Sand            | 6×7+                      | 36,0                        | 64,0               | 95,0  | 6,0                |
| 7.    | Németország (GER)-1 · Peggy Schwarz · Alexander König             | 5×7+                      | 30,0                        | 68,0               | 94,3  | 7,0                |
| 8.    | Németország (GER)-2 · Mandy Wötzel · Axel Rauschenbach            | 6×8+                      | 46,0                        | 73,0               | 93,9  | 8,0                |
| 9.    | Egyesült Államok (USA)-3 · Jenni Meno · Scott Wendland            | 7×9+                      | 56,0                        | 77,0               | 93,3  | 9,0                |
| 10.   | Kanada (CAN)-2 · Christine Hough · Doug Ladret                    | 8×10+                     | 71,0                        | 82,0               | 93,0  | 10,0               |
| 11.   | Egyesült Államok (USA)-2 · Calla Urbanski · Rocky Marval          | 7×11+                     | 70,0                        | 95,0               | 91,3  | 11,0               |
| 12.   | Kanada (CAN)-3 · Sherry Ball · Kris Wirtz                         | 9×12+                     | 104,0                       | 104,0              | 90,9  | 12,0               |
| 13.   | Ausztrália (AUS) · Danielle Carr-McGrath · Stephen Carr           | 7×13+                     | 91,0                        | 119,0              | 85,7  | 13,0               |
| 14.   | Japán (JPN) · Inoue Rena · Kojama Tomoaki                         | 9×14+                     | 123,0                       | 123,0              | 84,9  | 14,0               |
| 15.   | Olaszország (ITA) · Anna Tabacchi · Massimo Salvade               | 7×15+                     | 105,0                       | 137,0              | 80,4  | 15,0               |
| 16.   | Franciaország (FRA) · Lyne Haddad · Sylvain Prive                 | 8×16+                     | 126,0                       | 143,0              | 77,8  | 16,0               |
| 17.   | Nagy-Britannia (GBR) · Kathryn Pritchard · Jason Briggs           | 9×17+                     | 152,0                       | 152,0              | 75,5  | 17,0               |
| 18.   | Észak-Korea (PRK) · Ko Ok-Ran · Kim Kvangho                       | 9×18+                     | 162,0                       | 162,0              | 67,6  | 18,0               |

### Végeredmény
| Helyezés | Versenyzők                                                        | Helyezési pontszámok | Helyezési pontszámok | Helyezési pontszámok |
| Helyezés | Versenyzők                                                        | Rövid program        | Kűr                  | Összesen             |
| -------- | ----------------------------------------------------------------- | -------------------- | -------------------- | -------------------- |
| Arany    | Egyesített Csapat (EUN)-1 · Natalja Miskutyonok · Artur Dmitrijev | 0,5                  | 1,0                  | 1,5                  |
| Ezüst    | Egyesített Csapat (EUN)-2 · Jelena Becske · Gyenyisz Petrov       | 1,0                  | 2,0                  | 3,0                  |
| Bronz    | Kanada (CAN)-1 · Isabelle Brasseur · Lloyd Eisler                 | 1,5                  | 3,0                  | 4,5                  |
| 4.       | Csehszlovákia (TCH) · Radka Kovaříková · René Novotný             | 2,0                  | 4,0                  | 6,0                  |
| 5.       | Egyesített Csapat (EUN)-3 · Jevgenyija Siskova · Vagyim Naumov    | 2,5                  | 5,0                  | 7,5                  |
| 6.       | Egyesült Államok (USA)-1 · Natasha Kuchiki · Todd Sand            | 3,0                  | 6,0                  | 9,0                  |
| 7.       | Németország (GER)-1 · Peggy Schwarz · Alexander König             | 4,0                  | 7,0                  | 11,0                 |
| 8.       | Németország (GER)-2 · Mandy Wötzel · Axel Rauschenbach            | 5,0                  | 8,0                  | 13,0                 |
| 9.       | Kanada (CAN)-2 · Christine Hough · Doug Ladret                    | 4,5                  | 10,0                 | 14,5                 |
| 10.      | Egyesült Államok (USA)-2 · Calla Urbanski · Rocky Marval          | 3,5                  | 11,0                 | 14,5                 |
| 11.      | Egyesült Államok (USA)-3 · Jenni Meno · Scott Wendland            | 6,0                  | 9,0                  | 15,0                 |
| 12.      | Kanada (CAN)-3 · Sherry Ball · Kris Wirtz                         | 5,5                  | 12,0                 | 17,5                 |
| 13.      | Ausztrália (AUS) · Danielle Carr-McGrath · Stephen Carr           | 6,5                  | 13,0                 | 19,5                 |
| 14.      | Japán (JPN) · Inoue Rena · Kojama Tomoaki                         | 7,0                  | 14,0                 | 21,0                 |
| 15.      | Olaszország (ITA) · Anna Tabacchi · Massimo Salvade               | 7,5                  | 15,0                 | 22,5                 |
| 16.      | Franciaország (FRA) · Lyne Haddad · Sylvain Prive                 | 8,0                  | 16,0                 | 24,0                 |
| 17.      | Nagy-Britannia (GBR) · Kathryn Pritchard · Jason Briggs           | 8,5                  | 17,0                 | 25,5                 |
| 18.      | Észak-Korea (PRK) · Ko Ok-Ran · Kim Kvangho                       | 9,0                  | 18,0                 | 27,0                 |